# Automatische versnellingsbak
Een automatische versnellingsbak of automatische transmissie, is een versnellingsbak waarbij na het inschakelen van de versnelling niet meer met de hand hoeft te worden geschakeld. Een automobiel met een automatische versnellingsbak wordt een automaat genoemd, of ook wel geduid met de Engelse term automatic.
Het schakelen van de verschillende versnellingen kan bij deze versnellingsbak gebeuren door het hydraulisch vastzetten of lossen van koppelingen die in verbinding staan met de verschillende assen van het tandwielstelsel (het planetaire stelsel). Dergelijke automaten hebben net als handgeschakelde versnellingsbakken een aantal vaste overbrengingen, ook wel trappen genoemd.
Een ander soort automaat is bijvoorbeeld de continu variabele transmissie of Variomatic, die geen vaste overbrenging heeft. Er zijn ook halfautomatische versnellingsbakken die automatisch bediend kunnen worden, echter met een automatische versnellingsbak zijn de individuele versnellingen niet te kiezen, met een halfautomaat wel.
De automatische transmissie werd in 1935 bedacht door de Fransman Gaston Fleischel. Het was het Amerikaanse merk Oldsmobile dat de eerste auto met een automatische versnellingsbak introduceerde in 1939. In de Verenigde Staten is de automaat al sinds de jaren 50 standaard: 90% van de autobezitters rijdt ermee. In Europa zijn automaten in opkomst, maar nog steeds vooral in trek bij bezitters van duurdere auto's.
De eerste Amerikaanse automaten hadden drie trappen. In combinatie met een sterke koppelrijke V8-motor vond men dit voldoende. De meeste (Europese) automaten hebben 4 of 5 trappen, terwijl thans de automaten in modellen met krachtige motoren 6 tot zelfs 9 trappen hebben.

## Werking van de conventionele automaat
Door de geregelde oliedruk in de versnellingsbak wordt bij een juist toerental geschakeld naar een hogere versnelling. Zodra de auto afremt, schakelt de versnellingsbak terug naar een lagere versnelling en zodra er gestopt wordt, schakelt de versnellingsbak automatisch terug naar de laagste versnelling. Bij stilstand is het noodzakelijk de rem ingedrukt  te houden, of de auto in de 'N'-stand (Neutraal) te schakelen. Vanaf 1990 werden langzaamaan alle transmissies elektronisch geregeld en geschakeld, de oliedruk is alleen nog nodig voor bekrachtiging.
Audi kent bij zijn automatische versnellingsbakken de optie van Hold Assist waarbij het ingedrukt houden van het rempedaal niet meer nodig is. Hold Assist wordt zowel bij automaten als handgeschakelde auto's toegepast. Dit systeem is, door nagenoeg alle autofabrikanten, vanaf 2010 (toen werd ABS verplicht wat 'hill-hold' goedkoper maakte) weer vervangen door een handremsysteem wat loslaat op het moment dat de auto vooruit gaat rijden.
Bij moderne transmissie regelt de transmissiemodule aan de hand van een aantal sensoren (van de motor en de transmissie) de druk en de schakelmomenten af. Hierdoor reageert de transmissie sneller en verloopt het schakelen comfortabeler.
Om er voor te zorgen dat de sensoren en de actuatoren goed kunnen blijven functioneren is het belangrijk om de automaatbakolie schoon te houden.
Na verloop van tijd zal de olie zwart kleuren doordat de koppelingsplaten slijtstoffen afgeven. Deze slijtstof zal zich gaan afzetten op de sensoren waardoor deze verkeerde waardes kunnen doorgeven aan het brein.

## Standen van de keuzehendel
De standaardstanden:
- P: Park (parkeerstand)
- R: Reverse (achteruitrijden)
- N: Neutral (vrijstand)
- D: Drive (vooruit rijden)

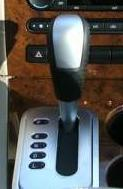
PRNDL-pook van een automatische versnellingsbak

Veel automaten bieden de mogelijkheid een maximumversnelling (veelal 1, 2 of 3) in te stellen, bedoeld om in de bergen op de motor te kunnen remmen. Moderne automaten zijn vaak in een aparte stand volledig manueel (maar zonder koppeling, dus eigenlijk als een halfautomatische versnellingsbak) te bedienen. Men kan dan kiezen tussen automatisch of handmatig schakelen. Kiest men voor handmatig, dan zal de gangwissel toch automatisch terugschakelen als de snelheid te laag wordt. Ook zal er, om motorschade te voorkomen, opgeschakeld worden indien het maximumaantal toeren is bereikt.

### Optionele standen
- L (Low) of 1: stand waarin de auto in de 1e trap staat
- 2: stand waarin de auto niet hoger gaat dan de 2e trap
- 3: stand waarin de auto niet hoger gaat dan de 3e trap
- W-knop (winter): schakelprogramma waarbij de automaat bij lagere toerentallen dan normaal opschakelt om slippen bij winterweer te voorkomen
- S-knop (Sport): schakelprogramma waarbij de automaat bij hogere toerentallen dan normaal opschakelt om zodoende sneller te accelereren
- E-knop (Economic): schakelprogramma waarbij de automaat de schakelmomenten aanpast aan een optimaal laag brandstofverbruik

## Variomatic
Automaten werden in Nederland beroemd door autofabrikant DAF, die in 1958 het innovatieve systeem Variomatic introduceerde. Dit systeem werkt traploos en verschilt daardoor van het hierboven beschreven systeem. De Variomatic werd gelanceerd als betaalbare automaat op de DAF 600. Het systeem, dat werkt met een riem die over variabele poelies loopt, had als (onbedoelde) bijwerking dat de auto net zo hard achteruit kon rijden als vooruit. Het resulteerde in georganiseerde wedstrijden 'achteruitrijden' met o.a. de DAF 66. Ook de Volvo 343 was ervan voorzien. Nadat Volvo DAF's automobieldivisie had overgenomen had Van Doorne's Transmissie niet stilgestaan. In februari 1987 kwam Subaru in samenwerking met VDT met de Justy ECVT, wat staat voor "Electronically controlled Continuously Variable Transmission", een doorontwikkelde Variomatic met één metalen duwband in de bak zelf. Ook is er nu een metaalpoeder-koppeling die zorgt dat de auto niet "kruipt" bij stilstaan (wat dus de E in ECVT betekent). Pas als er gas gegeven wordt, krijgt de koppeling stroom en worden de deeltjes gemagnetiseerd, waardoor er voortstuwing ontstaat. In november 1988 kwam er een Justy 4WD ECVT; een Justy met de ECVT-bak en parttime 4WD.
Een soortgelijk systeem is er ook als de Ford CTX versnellingsbak uit de Fiesta, de Nissan N-CVT uit de Micra, en de Fiat Panda Selecta. Deze hebben een metalen duwband en poederkoppeling, zoals de Justy.
Terwijl de conventionele automaat vooral op exclusieve auto's voorkwam, was de Variomatic als systeem vooral populair bij ouderen. Men kon in de jaren 60 les nemen en afrijden in een DAF, zodat velen, vooral vrouwen, voor het eerst een rijbewijs konden halen. De DAF Variomatic was vooral een simpel en goedkoop systeem, waarbij het schakelen, voor velen een drempel, overbodig was. Natuurlijk kon dit ook met een automatische transmissie bereikt worden, maar die was destijds in aanschaf (veel) duurder. Als nadeel had en heeft de Variomatic de grote inbouwruimte, laag mechanisch rendement (tussen 70 en 80% (bron: Bosch) en de slijtage van de riemen bij hoge belastingen. Het lage mechanische rendement was echter geen praktisch probleem: doordat de benzinemotor steeds in een ideaal toerental draaide, was het rendement van de motor weer relatief hoog zodat het totaalresultaat, zeker voor die tijd, ruim voldoende (ca. 1:14) was. In een proef (TU/Eindhoven) met een handgeschakelde transmissie (6 versnellingen) in dezelfde auto werd een verbruik van 1:18 gehaald (2017). 
Sinds het begin van de 21e eeuw wordt de Variomatic in sterk verbeterde vorm weer gebruikt door Audi onder de naam Multitronic. Het systeem is traploos en rijdt daardoor bijna zonder enige schok. Hybride auto's als de Toyota Prius zijn eveneens met een CVT uitgerust, maar de CVT van de Prius berust op een fundamenteel ander principe dan het door DAF bedachte systeem.

## Appendix
1. ↑  Van Dale, Groot woordenboek der Nederlandse taal